# Jean-Claude Cousseran
Jean-Claude Cousseran, né le 15 septembre 1944 à Toulouse (Haute-Garonne), est un diplomate français, ancien directeur général de la direction générale de la Sécurité extérieure (DGSE) (2000-2002). Depuis 2007 il est secrétaire général de l'Académie diplomatique internationale.

## Formation
Jean-Claude Cousseran est diplômé de l'institut d'études politiques de Paris et d'études arabes[évasif].

## Carrière
Jean-Claude Cousseran entre en avril 1970 au ministère des Affaires étrangères, après avoir été reçu au concours de secrétaire adjoint des affaires étrangères. Il effectue ensuite son service national entre novembre 1970 et janvier 1972[réf. souhaitée] puis est affecté en premier lieu en administration centrale. Ensuite, il est successivement en poste à Beyrouth (1973-1974), à Bagdad (1974-1977), puis à Téhéran durant la Révolution islamique de 1979 (1977-1980), avant de rejoindre la mission permanente de la France auprès des Nations unies à New York (1980-1981).
De retour à Paris, il intègre le cabinet de Charles Hernu, ministre de la Défense. En juin 1982, il est nommé conseiller technique auprès de Claude Cheysson, ministre des Affaires étrangères. Roland Dumas, qui succède à Claude Cheysson, le nomme directeur adjoint de son cabinet. Il participa à ce titre aux négociations pour libérer les otages français au Liban en 1985-1986.
De 1986 à 1988, il est en poste à Jérusalem comme Consul général, avant de regagner le cabinet de Roland Dumas, ministre d’État, ministre des Affaires étrangères, jusqu’en septembre 1989.
Détaché en tant que directeur de la stratégie de la Direction générale de la Sécurité extérieure au ministère de la Défense (1989-1992), il est nommé conseiller diplomatique du Premier ministre Pierre Bérégovoy, de 1992 à 1993. Ambassadeur de France à Damas (1993-1996), il devient directeur du Département d’Afrique du Nord et du Moyen-Orient au ministère des Affaires étrangères (1996-1999), avant d’être désigné ambassadeur extraordinaire et plénipotentiaire à Ankara (1999-2000),.
Le 14 février 2000, il devient directeur de la DGSE, au vu d'un accord entre le Premier ministre Lionel Jospin et le président Jacques Chirac,. Il eut comme directeur de cabinet le général Dominique Champtiaux. Impliqué dans l'affaire des comptes japonais du Président de la République auprès de la Tokyo Sowa Bank, il est écarté à la fin du mois de juillet 2002, avec Gilbert Flam et quelques autres fonctionnaires. Il a été remplacé par Pierre Brochand.
Il a pris ses fonctions comme ambassadeur de France en République arabe d’Égypte le 1er novembre 2002. Diplomate de carrière, Jean-Claude Cousseran est ministre plénipotentiaire hors classe. Avec le retour de Bernard Kouchner au ministère des Affaires étrangères, il représente la France en tant qu'émissaire « ayant le rang d'ambassadeur ». Une première mission a été envisagée en Iran. On l'a vu ensuite, le 9 juin 2007, à Beyrouth, préparant la réunion organisée par la France dans le but de réconcilier les diverses factions libanaises. Son voyage s'est également prolongé en Syrie.
En 2010, Nicolas Sarkozy l'envoie à Damas afin de promouvoir les pourparlers entre la Syrie et Israël,.
En 2011, il prend la charge d'un enseignement sur les politiques du renseignement à l'École des affaires internationales de Sciences Po Paris[source insuffisante], avec son ancien collègue Philippe Hayez[source insuffisante].
En 2014, il rejoint Entreprise & Diplomatie[source insuffisante], filiale de l'ADIT (Agence pour la diffusion de l'information technologique).
À l'occasion de l'élection présidentielle de 2017, il fait partie des 60 diplomates qui apportent leur soutien à Emmanuel Macron.

## Publications
- Avec Philippe Hayez, Renseigner les démocraties, renseigner en démocratie, Odile Jacob, 2015, 384 p.  (ISBN 9782738132413)
- Avec Philippe Hayez, Leçons sur le renseignement, Odile Jacob, 2017, 440 p.  (ISBN 9782738139399)
- Avec Philippe Hayez Nouvelles leçons sur le renseignement, Odile Jacob, 2021, 528 p.  (ISBN 9782738154569)

## Décorations
- Chevalier de la Légion d'honneur (2001)[15]
- Officier de l'ordre national du Mérite[16]